# Trại cải tạo lao động của Liên Xô
Tổng cục Trại giam (tiếng Nga: Гла́вное управле́ние лагере́й, Glavnoe upravlenie lagerei) còn được gọi tắt là Gulag (ГУЛаг) là hệ thống trại cải tạo bằng lao động, lần lượt chịu sự quản lý của Bộ Dân ủy Nội vụ Liên Xô, Bộ Nội vụ Liên Xô, Bộ Tư pháp Liên Xô trong thời gian từ năm 1930-1960. Sau Tổng cục được đổi tên thành Tổng cục Thi hành án (Главное управление исполнения наказаний, GUIN). Hiện nay là Cơ quan Thi hành án Liên bang (Федеральная служба исполнения наказаний, FSIN). GULag tên gọi tắt của Tổng cục trại lao động cải tạo và lao động định cư Liên Xô (Tiếng Nga: Главное управление исправительно-трудовых лагерей и колоний) của NKVD (Bộ Dân ủy Nội vụ (Народный комиссариат внутренних дел, Narodnyy Komissariat Vnutrennikh Del), viết tắt là NKVD (НКВД) là các tổ chức cảnh sát công cộng và bí mật của Liên Xô trong thời Joseph Stalin.).

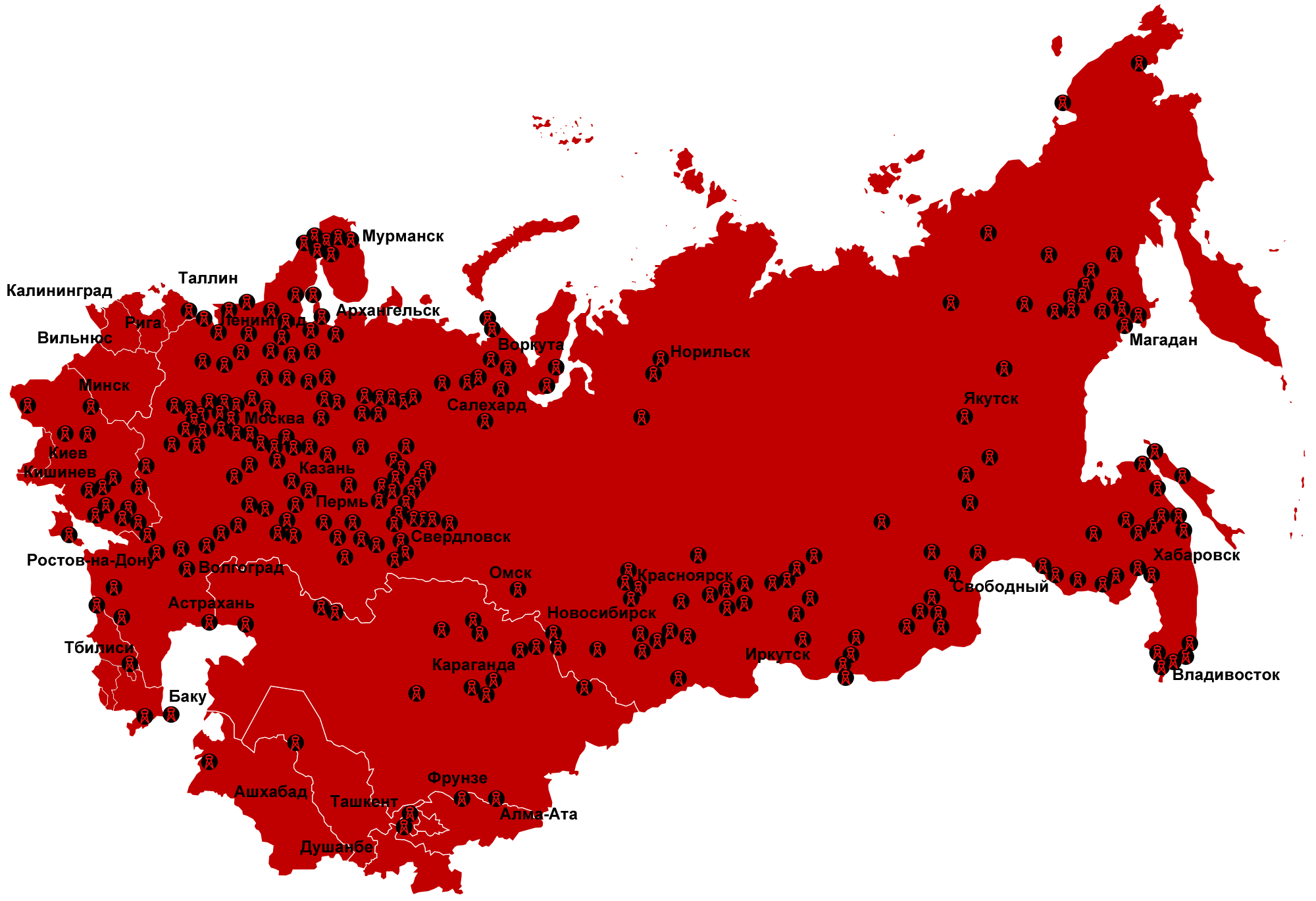
Một bản đồ của các trại Gulag tồn tại giữa các năm 1923 và 1961, dựa trên dữ liệu từ các Hiệp hội Nhân quyền

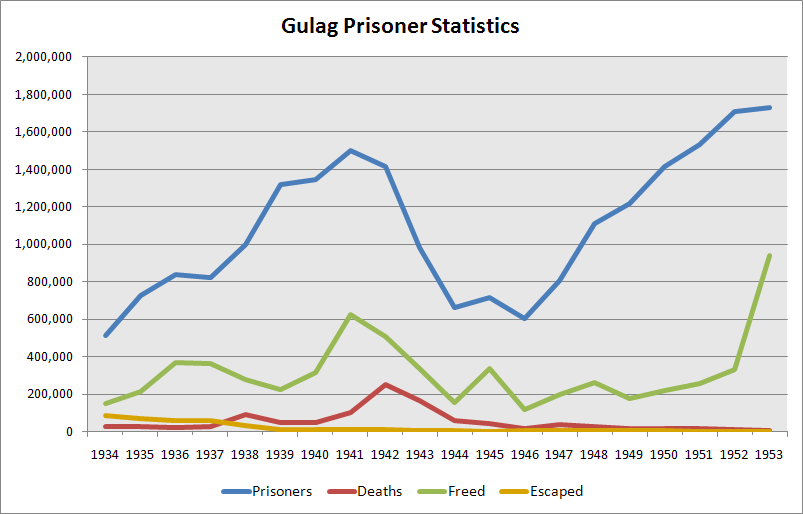
Thống kê sơ lược số tù nhân Gulag từ năm 1934 đến 1953

Hệ thống Gulag được chính thức thành lập ngày 25 tháng 4 năm 1930 và trên lý thuyết giải thể ngày 13 tháng 1 năm 1960. Việc sử dụng cụm từ "Gulag" tại Nga để biểu thị hệ thống lao động cải tạo ở Liên Xô trong thời kỳ Stalin, nơi giam giữ phạm nhân thuộc đủ thành phần (giết người, trộm cướp, lừa đảo...), trong đó tù chính trị chỉ chiếm tỷ lệ nhỏ, còn phần lớn là tù hình sự. Tại đây, tù nhân lao động 10 giờ/ngày và còn được trả lương như những người lao động ngoài xã hội Nhưng sau đó, Gulag thường được truyền thông chống Cộng phương Tây mô tả là nơi những nhà bất đồng chính kiến bằng giam giữ cộng với lao động cưỡng bức, dẫn tới việc Gulag thường bị hiểu lầm ở phương Tây là một công cụ dùng để giam giữ tù chính trị.
Nhà văn Aleksandr Solzhenitsyn, đã giới thiệu thuật ngữ này cho thế giới phương Tây với việc xuất bản năm 1973 tác phẩm Quần đảo Gulag của mình. Cuốn sách kết nối các trại rải rác thành "một chuỗi các hòn đảo" và ông mô tả một hệ thống Gulag, nơi mọi người đã làm việc rất cực nhọc Các nguồn khác thì cho rằng Gulag là không lớn và điều kiện sống của tù nhân cũng không khắc nghiệt như trong sách báo phương Tây thường mô tả cũng như nó không hề có hành động sát hại tù nhân mặc dù trong một số giai đoạn của lịch sử (như thế chiến 2), tỷ lệ tử vong trong các trại lao động tăng cao do lương thực, thuốc men bị chiến tranh tàn phá
Vào tháng ba năm 1940, đã có 53 trại riêng biệt và 423 vùng lao động phạm nhân tại Liên Xô. Ngày nay, các thành phố công nghiệp vùng Bắc Cực của Nga, như Norilsk, Vorkuta, và Magadan, ban đầu chính là các trại lao động được xây bởi những tù nhân và điều hành bởi các cựu tù nhân.

## Lịch sử

### Bối cảnh
Vào thời kỳ Đế quốc Nga, các Sa hoàng sử dụng hai hình thức án phạt là lưu đày cưỡng bức và lao động cưỡng bức. Katorga, một án phạt dành riêng cho những người bị kết án với những tội danh nghiêm trọng nhất, có nhiều đặc điểm liên quan đến hình phạt tù lao động: giam giữ, cơ sở vật chất đơn giản (trái ngược với nhà tù) và lao động bắt buộc, thường liên quan đến lao động khổ sai, làm những công việc nặng mà không cần tay nghề hoặc kỹ năng làm việc. Việc sử dụng án phạt katorga giúp giảm án tử hình xuống, đồng thời cũng là cách trừng phạt hữu hiệu cho những kẻ mang tội danh nghiêm trọng. Theo nhà sử học Anne Applebaum, katorga không phải là một bản án thông thường; khoảng 6,000 tù nhân thụ án katorga vào năm 1906 và 28,600 vào năm 1916. Theo hệ thống hình sự Đế quốc Nga, những người bị kết án về những tội danh ít nghiêm trọng hơn sẽ bị đưa đến các nhà tù cải tạo và cũng được đưa đi lao động. Bị trục xuất đến Siberia đã được áp dụng từ thế kỷ XVII với nhiều tội danh và là hình phạt chung cho những người bất đồng chính kiến và cách mạng. Vào thế kỷ XIX, các thành viên cuộc khởi nghĩa tháng Chạp thất bại, các quý tộc Ba Lan chống lại sự cai trị Đế quốc Nga, và các thành viên của các nhóm cách mạng xã hội chủ nghĩa khác nhau, bao gồm cả những người Bolshevik như Sergo Ordzhonikidze, Leon Trotsky và Joseph Stalin đều bị đưa đi lưu đày. Những người bị kết án lao động và lưu đày đều được đưa đến các khu vực có dân số thấp ở Siberia và Viễn Đông của Nga - những khu vực có ít thị trấn hoặc nguồn thực phẩm và không có hệ thống giao thông có trật tự. Bất chấp điều kiện bị cô lập, có những tù nhân đã vượt ngục thành công đến các khu đông dân cư. Bản thân Stalin đã trốn thoát ba trong bốn lần khi ông bị đưa đi đày. Kể từ thời điểm này, Siberia có được ý nghĩa đáng sợ của sự trừng phạt, điều này càng được tăng cường bởi hệ thống GULAG của Liên Xô. Những trải nghiệm của chính những người Bolshevik với cuộc sống đày ải và lao động bắt buộc đã cung cấp cho họ một mô hình để làm cơ sở cho hệ thống của họ sau này, bao gồm cả tầm quan trọng trong việc thực thi.
Trong giai đoạn 1920–50, các nhà lãnh đạo Đảng Cộng sản và nhà nước Xô viết coi việc trấn áp các lực lượng phản cách mạng là một cách để đảm bảo hoạt động ổn định hệ thống nhà nước Xô viết, cũng như để duy trì và củng cố vị trí giai cấp công nhân trong nền tảng xã hội (khi những người Bolshevik nắm quyền, nông dân chiếm 80% dân số). Giữa Nội chiến Nga, Lenin và những người Bolshevik đã thành lập một hệ thống trại tù "đặc biệt", tách biệt với hệ thống nhà tù truyền thống và nằm dưới sự kiểm soát của Cheka. Những trại này, như Lenin đã hình dung, có một mục đích chính trị rõ ràng. Những trại đầu tiên này của hệ thống GULAG được đưa ra nhằm mục đích cô lập và loại bỏ những tù binh chiến tranh, giai cấp thù địch, nguy hiểm về mặt xã hội, gây rối, đáng ngờ và những thành phần chống cách mạng khác, những hành động và tư tưởng chống lại chế độ chuyên chính vô sản. Lao động bắt buộc như một "phương pháp cải tạo" đã được áp dụng trong trại tù Solovki ngay từ những năm 1920, với nền tảng là các thử nghiệm mới của Trotsky với các trại lao động dành cho tù nhân chiến tranh Séc từ năm 1918 và các đề xuất của ông để đưa ra "nghĩa vụ lao động bắt buộc" được ghi trong cuốn sách "Chủ nghĩa khủng bố và chủ nghĩa cộng sản". Nhiều loại tù nhân được xác định: tội phạm nhỏ, tù binh trong Nội chiến Nga, quan chức bị cáo buộc tham nhũng, phá hoại và biển thủ ngân sách, kẻ thù chính trị, những người hoạt động chống chính phủ và những người khác bị coi là nguy hiểm cho nhà nước. Trong thập kỷ đầu tiên dưới sự nắm quyền của Xô viết, hệ thống tư pháp và hình sự không thống nhất cũng như không phối hợp với nhau, và có sự phân biệt giữa tù nhân hình sự, tù nhân chính trị hoặc "đặc biệt". Hệ thống tư pháp và nhà tù "truyền thống", nơi xử lý tù nhân hình sự, lần đầu tiên được giám sát bởi Bộ Dân ủy Tư pháp cho đến năm 1922, được giám sát bởi Bộ Dân ủy Nội vụ, còn được gọi là NKVD. Cheka và các tổ chức kế nhiệm của nó, GPU và OGPU, giám sát các tù nhân chính trị và các trại "đặc biệt" mà họ được gửi đến. Vào tháng 4 năm 1929, sự phân biệt tư pháp giữa tù nhân hình sự và tù nhân chính trị đã được xóa bỏ, quyền kiểm soát toàn bộ hệ thống hình sự của Liên Xô được chuyển giao cho OGPU. Năm 1928 có 30.000 cá nhân bị giam giữ; chính quyền Liên Xô đã phản đối việc cưỡng bức lao động. Năm 1927, viên chức phụ trách quản lý nhà tù đã viết:
Việc bóc lột sức lao động trong tù, hệ thống vắt "mồ hôi vàng" từ họ, tổ chức sản xuất ở những nơi giam giữ, vốn mang lại lợi nhuận trên quan điểm thương mại về cơ bản là thiếu ý nghĩa trừng phạt - những điều này hoàn toàn không thể chấp nhận được ở những trại giam giữ ở Liên Xô.

Cơ sở pháp lý và hướng dẫn cho việc thành lập hệ thống "trại lao động cải tạo" (tiếng Nga: исправи́тельно-трудовые лагеря, Ispravitel'no-trudovye lagerya), xương sống của "Gulag", là một Sắc lệnh bí mật của Hội đồng Dân ủy (Sovnarkom) ngày 11 tháng 7 năm 1929, về việc sử dụng lao động hình sự tương ứng bản sao phụ lục biên bản cuộc họp Bộ Chính trị ngày 27 tháng 6 năm 1929.
Một trong những người sáng lập hệ thống Gulag là Naftaly Aronovich Frenkel. Năm 1923, ông bị bắt vì tội vượt biên trái phép và buôn lậu. Frenkel bị kết án 10 năm tù lao động tại Solovki, nơi sau này được gọi là "trại đầu tiên của Gulag". Trong thời gian thụ án, ông đã viết một lá thư cho ban quản lý trại kể chi tiết một số đề xuất "cải thiện năng suất" gồm một hệ thống lao động bắt buộc khi khẩu phần ăn của tù nhân được liên kết với tỷ lệ sản xuất của họ, một đề xuất được gọi là "quy mô nuôi dưỡng" (шкала питания). Hệ thống "có làm mới có ăn" này khiến Frenkel nhanh chóng từ một tù nhân trở thành quản lý trại và một quan chức quan trọng của Gulag. Các đề xuất của ông nhanh chóng được áp dụng rộng rãi trong hệ thống Gulag.
Sau khi xuất hiện như một công cụ để cô lập các phần tử phản cách mạng và tội phạm, Gulag, vì nguyên tắc "trừng phạt bằng lao động bắt buộc", trên thực tế, nó nhanh chóng trở thành một nhánh độc lập của nền kinh tế quốc dân được bảo đảm bằng giá rẻ là sức lao động tù nhân. Do đó, theo sau đó là một lý do quan trọng hơn cho sự không ngừng của chính sách chống phản cách mạng, đó là sự quan tâm của nhà nước đối với tỷ lệ tiếp nhận một lực lượng lao động rẻ được sử dụng một cách bắt buộc, chủ yếu trong điều kiện khắc nghiệt ở phía đông và bắc. Như vậy, Gulag sở hữu cả chức năng trừng phạt tội phạm và sản xuất kinh tế.

### Thành lập và mở rộng
Vào ngày 11 tháng 7 năm 1929, Hội đồng Dân ủy Liên Xô đã thông qua một quyết định "Về việc sử dụng lao động trong tù", theo đó tất cả những người bị kết án từ ba năm trở lên đều được chuyển đến OGPU. Vào ngày 25 tháng 4 năm 1930 theo quyết định số 130/63 OGPU, và theo Nghị quyết số 22 Hội đồng Dân ủy Liên Xô về "Quy định về Trại Lao động Cải tạo" ngày 7 tháng 4 năm 1930, Cục trại lao động cải tạo (UVLag OGPU) được thành lập. Từ ngày 1 tháng 10 năm 1930, UVLag OGPU được chuyển đổi thành Tổng cục Trại Lao động Cải tạo OGPU (Gulag). Ngày 10 tháng 7 năm 1934, Bộ Dân ủy Nội vụ Liên Xô được thành lập, bao gồm 5 tổng cục. Một trong số đó là Tổng cục Trại (Gulag). Năm 1934, Lực lượng Hộ tống Liên Xô được hoán đổi lại thành Lực lượng Bảo vệ Nội bộ NKVD. Vào ngày 27 tháng 10 năm 1934, tất cả các cơ sở lao động cải tạo thuộc Bộ Dân ủy Tư pháp Nga Xô đã được chuyển đến Gulag.
Giả thuyết cho rằng những cân nhắc về kinh tế là nguyên nhân gây ra các vụ bắt giữ hàng loạt trong thời kỳ Stalin đã bị bác bỏ trên cơ sở các tài liệu lưu trữ của Liên Xô được tiếp cận dễ dàng từ những năm 1990, mặc dù một số nguồn lưu trữ cũng có xu hướng ủng hộ giả thuyết kinh tế. Trong bất kỳ trường hợp nào, sự phát triển của hệ thống trại cũng làm gia tăng kinh tế. Sự phát triển hệ thống trại đồng thời với đỉnh cao của chiến dịch công nghiệp hóa của Liên Xô. Hầu hết các trại được thành lập để chứa số lượng lớn tù nhân đến đều được giao những nhiệm vụ kinh tế riêng biệt. Những hoạt động này bao gồm việc khai thác tài nguyên thiên nhiên, xây dựng và thuộc địa hóa các vùng sâu vùng xa, cũng như thực hiện cơ sở hạ tầng khổng lồ và các dự án xây dựng công nghiệp. Kế hoạch đạt được những mục tiêu này với các "khu định cư đặc biệt" thay vì các trại lao động đã bị hủy bỏ sau khi vụ Nazino bị bại lộ vào năm 1933; sau đó hệ thống Gulag được mở rộng.
Các tài liệu lưu trữ năm 1931–32 cho thấy Gulag có khoảng 200.000 tù nhân trong các trại; trong khi năm 1935, khoảng 800.000 người ở trong các trại và 300,000 người ở vùng sâu vùng xa (trung bình hàng năm).
Vào đầu những năm 1930, chính sách thắt chặt án phạt của Liên Xô đã khiến tù nhân trại tù tăng lên đáng kể. Trong cuộc Đại thanh trừng năm 1937–38, các vụ bắt giữ hàng loạt khiến số tù nhân gia tăng, hàng trăm nghìn người đã bị bắt và bị kết án tù dài hạn bởi Điều 58 Bộ luật Hình sự toàn Liên bang, theo đó quy định án phạt cho nhiều hình thức "hoạt động phản cách mạng".
Trong khoảng thời gian từ năm 1934 đến năm 1941, số tù nhân có trình độ học vấn bậc cao tăng hơn 8 lần, và số tù nhân có trình độ học vấn tăng gấp 5 lần. Trong số các tù nhân của trại, số lượng và tỷ lệ thành phần trí thức đang tăng với tốc độ nhanh nhất. Thông tin liên quan đến xu hướng và hậu quả của việc bỏ tù đối với giới trí thức bắt nguồn từ việc kết luận của Viktor Zemskov từ tập hợp dữ liệu về hoạt động tù nhân trong trại tù.

### Gulag thời kỳ đầu Stalin (1929-1934)
Gulag là một cơ quan quản lý giám sát các trại; cuối cùng tên này được sử dụng cho các trại sau này. Sau khi Lenin qua đời vào năm 1924, Stalin đã nắm quyền kiểm soát chính quyền và bắt đầu hình thành hệ thống gulag. Trước khi tạo ra Gulag trong Liên Xô, việc quản lý hầu hết các nơi giam giữ được giao cho Ban thi hành án thuộc Bộ Dân ủy Tư pháp và Tổng cục Lao động cưỡng chế thuộc Bộ Dân ủy Nội vụ.
Vào ngày 27 tháng 6 năm 1929, Bộ Chính trị thành lập một hệ thống các trại tự sản xuất mà cuối cùng sẽ thay thế các nhà tù hiện có trên khắp đất nước. Những nhà tù này nhằm tiếp nhận những tù nhân nhận án tù vượt quá ba năm. Các tù nhân có bản án tù ngắn hơn ba năm phải ở lại trong hệ thống nhà tù vẫn nằm dưới sự kiểm soát của Bộ Dân ủy Nội vụ. Mục đích của những trại mới này là để thuộc địa hóa những vùng đất xa xôi và khắc nghiệt trên khắp Liên bang Xô Viết. Những thay đổi này diễn ra cùng thời điểm Stalin bắt đầu tập hợp và phát triển công nghiệp nhanh chóng. Tập thể hóa dẫn đến một cuộc bắt giam quy mô lớn với các địa chủ gọi là Kulaks. Những người Kulaks được cho là giàu có (so với những nông dân Liên Xô khác) và được nhà nước coi là những kẻ thù giai cấp của chủ nghĩa xã hội coi. Thuật ngữ này cũng sẽ gắn liền với bất kỳ ai phản đối chính quyền Liên Xô. Điều này dẫn đến thực tế là trong bốn tháng đầu tiên của chiến dịch dekulakization, 60.000 người đã bị đưa đến các trại.
Năm 1934, các nhà tù chung được chuyển cho Gulag thuộc NKVD Liên Xô.

#### Phi kulak hóa
Cuối năm 1929, Stalin bắt đầu một chương trình được gọi là phi kulak hóa. Stalin yêu cầu xóa sổ hoàn toàn giai cấp phú nông (kulak), dẫn đến việc bắt giam tầng lớp phú nông ở Liên Xô. Chỉ trong vòng bốn tháng, 60.000 người bị đưa đến các trại và 154.000 người khác bị trục xuất. Tuy nhiên, đây chỉ là bước khởi đầu của quá trình phi kulak hóa. Riêng năm 1931, 1.803.392 người bị trục xuất.
Mặc dù những quá trình tái định cư khổng lồ này đã thành công trong việc thu hút một lượng lớn lực lượng lao động tiềm năng ở nơi cần đến họ, nhưng những người định cư phải sống với khẩu phần thiếu thốn, nhiều người đã cố gắng trốn khỏi trại. Điều này dẫn đến việc chính phủ phải chia khẩu phần ăn cho một nhóm người mà họ hầu như không được sử dụng, và chỉ gây tốn kém tiền bạc của chính phủ Liên Xô. OGPU nhanh chóng nhận ra được vấn đề, và bắt đầu cải cách quá trình phi kulak hóa. Để giúp ngăn chặn hàng loạt người trốn thoát, OGPU bắt đầu tuyển dụng những người dân tại địa phương để giúp ngăn chặn những người cố gắng bổ trốn và thiết lập các trạm kiểm soát xung quanh các lối thoát phổ biến. OGPU cũng cố gắng nâng cao điều kiện sống trong các trại này để khuyến khích mọi người không tìm cách trốn thoát và các kulak được hứa rằng họ sẽ lấy lại quyền công dân của mình sau 5 năm.

### 1934-1941
Tháng 10/1934, Tổng cục Trại được đổi tên thành Tổng cục các trại, khu định cư lao động và nơi giam giữ (Главное управление лагерей, трудпоселений и мест заключения). Sau đó Tổng cục được đổi tên hai lần nữa và vào tháng 2 năm 1941, nó được đổi tên thành Tổng cục các trại lao động cải huấn và di dân NKVD Liên Xô (Главное управление исправительно-трудовых лагерей и колоний НКВД СССP).
Số lượng tù nhân tăng lên đáng kể do kết quả của Đại khủng bố năm 1937-38. Sau khi phê duyệt lệnh NKVD số 00447 ngày 31.07.37, Bộ Chính trị Trung ương Đảng Cộng sản Toàn Liên bang (bolshevik) đã yêu cầu Hội đồng Dân ủy Liên Xô phân bổ cho NKVD 75 triệu rúp từ quỹ dự trữ để thực hiện các chiến dịch đại quy mô. Trong đó 25 triệu để trả cho việc vận chuyển tù nhân loại hai bằng đường sắt và 10 triệu để xây dựng các trại mới. Các tù nhân được đưa đến các dự án xây dựng lớn đã có Gulag, để xây dựng các trại mới hoặc làm việc trong ngành công nghiệp lâm nghiệp. Lệnh của NKVD số 00447 ngày 31.07.37 cũng xem xét các trường hợp bị kết án đã ở trong các trại Gulag. Theo quyết định của các tòa án troikas này, gần 28.000 tù nhân trong trại đã bị xử bắn.
Trong năm 1939-1941, số lượng tù nhân Gulag đã tăng lên đáng kể do những người bị bắt từ các vùng lãnh thổ mới Liên Xô và những người bị kết án vì những tội danh mới. Vào ngày 1 tháng 1 năm 1939, các trại Gulag, di dân và nhà tù giam giữ gần 1,990,000 tù nhân. Đã có 1,290,000 người (bao gồm 107,000 phụ nữ và khoảng 440,000 người bị kết án về các hoạt động gián điệp, chống đối chính trị) trong các trại cải tạo lao động.

#### 1939-1941
Vào trước Chiến tranh thế giới thứ hai, các tài liệu lưu trữ Liên Xô cho thấy tổng tù nhân trong trại và khu di cư lên tới 1,6 triệu người năm 1939, theo V.P. Kozlov. Anne Applebaum và Steven Rosefielde ước tính rằng 1,2 đến 1,5 triệu người đã ở trong các trại tù và khu di cư hệ thống Gulag khi chiến tranh bắt đầu.
Sau khi Đức xâm lược Ba Lan, đánh dấu sự khởi đầu của Thế chiến thứ hai ở châu Âu, Liên Xô tấn công phía đông của Đệ nhị Cộng hòa Ba Lan. Năm 1940, Liên Xô sáp nhập Estonia, Latvia, Litvia, Bessarabia (nay là Cộng hòa Moldova) và Bukovina. Theo số liệu chính thức, tổng số bản án cho các tội danh chính trị và chống nhà nước (gián điệp, khủng bố) ở Liên Xô trong giai đoạn 1939–41 là 211.106. Khoảng 300,000 tù nhân chiến tranh Ba Lan đã bị Liên Xô bắt giữ trong và sau "Chiến tranh phòng thủ Ba Lan". Hầu như tất cả các sĩ quan bị bắt và một số lượng lớn binh lính bình thường bị đưa đến Gulag.

### 1941-1945
Sau khi Chiến tranh Vệ quốc vĩ đại bùng nổ, số lượng tù nhân Gulag đã giảm mạnh vào nửa cuối năm 1941 do các vụ thả sớm hàng loạt. Điều này đặc biệt là do cuộc sơ tán hàng loạt các khu di dân và trại vào năm 1941. Trong một báo cáo năm 1944, Viktor Grigorievich Nasedkin, người đứng đầu Gulag, báo cáo rằng 27 trại và 210 khu di dân phải được sơ tán. Vào tháng 7 năm 1941, Tổng cục trưởng GULAG Viktor Nasedkin và Phó Ủy viên Nhân dân Bộ Dân ủy Nội vụ Liên Xô Vasily Vasilyevich Chernyshev báo cáo với Lavrenty Beria rằng do thiếu toa xe lửa, khoảng 20,000 tù nhân từ Tây Belarus phải sơ tán bằng đường bộ. Liên quan đến những khó khăn của cuộc di tản mà Nasedkin và Chernyshov đã đề nghị vào tháng 7 năm 1941, Beria cho khoảng 100 nghìn tù nhân (bị kết án về tội nhỏ có gia đình, phụ nữ có thai, phụ nữ có con nhỏ, trẻ vị thành niên, người tàn tật) không được di tản, và thả tự do (và những người được thả ở độ tuổi phù hợp để được nhập ngũ). Beria đồng ý với đề xuất và ghi chú rằng ông sẽ trình lên Hội đồng Dân ủy để xem xét.
Đề xuất của Nasedkin và Chernyshov cuối cùng không chỉ được chấp nhận mà còn được mở rộng để bao gồm các tù nhân từ các trại không di tản. Hai lệnh của Đoàn Chủ tịch Xô viết Tối cao Liên Xô (ngày 12 tháng 7 và ngày 24 tháng 11 năm 1941) đã giải phóng hơn 1 triệu tù nhân khỏi các trại. 55 nghìn người già, tàn tật và phụ nữ mang thai cũng được trả tự do.
Kết quả là 1,2 triệu tù nhân vẫn ở trong các trại và khu di cư tính đến ngày 1 tháng 7 năm 1944. Thành phần nhân khẩu các tù nhân đã thay đổi đáng kể: tỷ lệ phụ nữ tăng lên, tỷ lệ nữ tù nhân tăng từ 7% lên 26%. Từ năm 1941 đến năm 1944, khoảng 148,000 người đã bị bắt tại các trại Gulag và khu di cư vì tội hình sự, và 10,087 tù nhân bị kết án tử hình.
Trong chiến tranh, có những thay đổi trong hệ thống Gulag: 40 trại mới được mở, nhưng 69 trại cũ đã bị đóng cửa. Những người bảo vệ trại đã giảm do họ đã ra mặt trận, và tỷ lệ phụ nữ tăng lên. Tất cả 120,000 nhân viên toàn phần của Gulag đã được cử ra mặt trận (bao gồm 94,000 trong số 135,000 lính canh mà họ có). Kết quả là tỷ lệ lính gác bán quân sự từ 20 đến 40 tuổi giảm từ 86% xuống 38%, và tỷ lệ nhân viên thường xuyên của Gulag làm việc từ thời trước chiến tranh chỉ còn 20%.
Trong chiến tranh, NKVD đã đình chỉ việc trả tự do cho các tù nhân bị kết án vì "phản quốc Tổ quốc, gián điệp, khủng bố, phá hoại, Trotskyite và cánh hữu, cướp và các tội nghiêm trọng khác chống lại nhà nước". Có khoảng 17,000 người như vậy. Đồng thời cũng quyết định tạm giữ trong các trại sau khi trả tự do cho những người bị kết án "kích động chống Liên Xô, tội ác chiến tranh nghiêm trọng, cướp và cướp có vũ trang, tái phạm, phần tử nguy hiểm cho xã hội, thành viên có gia đình của những kẻ phản bội Tổ quốc và những tội phạm đặc biệt nguy hiểm khác". Có khoảng 50,000 tù nhân như vậy. Sau khi chấp hành xong bản án, họ bị tạm giữ lại trong trại, nhưng họ được trao "quyền của những người lao động tự do và công nhân viên chức, nhưng không có quyền rời khỏi ranh giới của trại, có chỗ ở riêng biệt với tù nhân và với nhân viên của các trại".
Cũng trong thời gian chiến tranh, Gulag được bổ sung bằng các tội phạm đào ngũ, cả từ quân đội và tại những cơ quan. Trong cuộc Chiến tranh Vệ quốc vĩ đại, hành vi người lao động rời bỏ các xí nghiệp và công trường trái phép đều được người đương thời coi là "đào ngũ lao động". Về hình thức, trốn việc trái phép theo Nghị định của Đoàn Chủ tịch Xô viết Tối cao Liên Xô từ ngày 26 tháng 12 năm 1941 bị phạt tù từ 5 đến 8 năm. Cuộc đấu tranh chống lại bỏ trốn lao động trái phép đã được tiến hành, phần lớn (lên đến 70-90%) những người trốn việc đã bị kết án vắng mặt, nhưng chỉ khoảng 4-5% trong số những người đso phải thi hành án. Kết quả là số người bị kết án theo lệnh của Đoàn Chủ tịch Xô viết Tối cao Liên Xô ngày 26 tháng 12 năm 1941, đang thụ án tại Gulag là: 
- Tính đến ngày 1 tháng 1 năm 1943 - 27,541 người;
- Tính đến ngày 1 tháng 1 năm 1944 - 75,599 người;
- Vào ngày 1 tháng 1 năm 1945 - 183,321 người.

Do đó, Nghị định của Đoàn Chủ tịch Xô Viết Tối cao Liên Xô ngày 30 tháng 12 năm 1944 "Về việc ân xá cho những người đã tự rời khỏi các xí nghiệp công nghiệp và tự nguyện trở lại xí nghiệp này" đã miễn trách nhiệm hình sự tất cả những người đó, những người cho đến ngày 15 tháng 2 năm 1945 được trở lại lao động.
Vào ngày 15 tháng 4 và ngày 9 tháng 5 năm 1943, các Nghị định của Đoàn Chủ tịch Xô Viết Tối cao Liên Xô "Về việc thiết quân luật trên tất cả các tuyến đường sắt" và "Thiết quân luật về vận tải đường biển và đường sông" đã được ban hành. Do đó, việc công nhân vận tải  được coi là tự ý vắng mặt và đào ngũ, theo Điều 193.7 của Bộ luật Hình sự Nga Xô có thể bị phạt tù từ 3 đến 10 năm.

### 1945-1953
Sau khi Chiến tranh thế giới thứ hai kết thúc, Gulag tiếp nhận các tù nhân từ Đông và Trung Âu, cũng như Áo và vùng do Liên Xô chiếm đóng tại Đức. Trong số các tù nhân mới còn có các thành viên của các nhóm dân tộc chủ nghĩa gồm người Ba Lan, người Ukraine, người Latvia và người Litva. Sau khi Đông Âu được giải phóng khỏi quân Đức, người ta đã quyết định sử dụng các trại tập trung đã được giải phóng để giam giữ các tù nhân chiến tranh và các tù nhân khác. Các trại tập trung trước đây gồm Mühlberg, Neubranderburg, Bautzen và Oranienburg được tái sử dụng. Trong trại tập trung khét tiếng của Đức Quốc xã, trại Buchenwald, trại đặc biệt NKVD số 2 dành cho những người bị giam giữ được thành lập vào tháng 8 năm 1945. Theo dữ liệu lưu trữ của Liên Xô, từ năm 1945 đến năm 1950, có 28,455 tù nhân bị giam giữ, trong đó có 7,113 người đã chết.
Do việc tổ chức lại các Bộ Dân ủy thành các Bộ, Tổng cục các trại lao động cải huấn và di dân trở thành một bộ phận của Bộ Nội vụ Liên Xô vào tháng 3 năm 1946. Sau khi các trại tập trung cũ của Đức Quốc xã bị giải tán, nó đã được quyết định sử dụng một số tài sản và thiết bị trong hệ thống Gulag, đặc biệt là thiết bị nghiên cứu. Hội đồng Bộ trưởng Liên Xô ban hành sắc lệnh ngày 21 tháng 2 năm 1948 "Về việc tổ chức các trại và nhà tù với một chế độ nghiêm ngặt để giam giữ những tội phạm nhà nước đặc biệt nguy hiểm [và đưa họ đến các vùng xa xôi của Liên Xô sau khi chấp hành xong bản án được tái định cư] "dành cho" gián điệp, khủng bố, Trotskyists, cánh hữu, Mensheviks, Cách mạng xã hội, người theo chủ nghĩa vô chính phủ, người theo chủ nghĩa dân tộc, người di cư da trắng và thành viên của các tổ chức và nhóm chống Liên Xô khác", các trại đặc biệt được lập trong hệ thống Gulag (Steplag, Minlag, Dubrovlag, Ozerlag, Berlag). Các tù nhân phải đeo số trên quần áo của họ.

### 1953-1960
Ngày 27 tháng 3 năm 1953, Đoàn Chủ tịch Xô viết Tối cao Liên Xô ra sắc lệnh ân xá. Trong vòng ba tháng tiếp theo, gần một nửa số tù nhân trong trại (khoảng 1,200,000 trong số 2,500,000) người đã chấp hành án tù dưới bốn năm đã được thả.
Việc thả các tù nhân "chính trị" theo dự kiến nhưng không được thực hiện đã dẫn đến các cuộc nổi dậy tập thể (Khởi nghĩa Vorkuta, Nổi dậy Norilsk, Khởi nghĩa tù nhân Kengir). Những sự kiện này đã thúc đẩy việc tạo ra các ủy ban để xem xét các trường hợp tù nhân "chính trị". Trong vòng hai năm (từ đầu năm 1954 đến đầu năm 1956), số tù nhân "chính trị" ở Gulag giảm từ 467,000 xuống 114,000, tức là giảm 73%. Vào đầu năm 1956, lần đầu tiên sau hai mươi năm, tổng số tù nhân chỉ còn dưới một triệu.
Quyền tài phán của GULAG được thay đổi chỉ một lần sau năm 1934: vào tháng 3 năm 1953 nó được chuyển giao cho Bộ Tư pháp Liên Xô, nhưng vào tháng 1 năm 1954 nó được trả lại cho Bộ Nội vụ Liên Xô.
Sự thay đổi tổ chức tiếp theo trong hệ thống hình sự Liên Xô là việc thành lập vào tháng 10 năm 1956 của Tổng cục di dân lao động cải huấn, vào tháng 3 năm 1959 được đổi tên thành Tổng cục Quản lý trại giam.
Trong quá trình phân chia NKVD Liên Xô thành hai cơ quan Nội chính riêng biệt - NKVD Liên Xô và NKGB Liên Xô - cơ quan này được đổi tên thành Cục Quản lý Nhà tù NKVD Liên Xô. Năm 1954, theo nghị định của Hội đồng Bộ trưởng Liên Xô, Cục Quản lý Nhà tù được chuyển đổi thành Cục Nhà tù thuộc Bộ Nội vụ Liên Xô. Tháng 3 năm 1959, Cục Nhà tù được tổ chức lại và nằm trong hệ thống của Tổng cục Quản lý Trại giam của Bộ Nội vụ Liên Xô.
Cơ sở giáo dục Gulag đã bị đóng cửa theo lệnh MVD số 020 ngày 25 tháng 1 năm 1960, nhưng các khu di cư lao động cưỡng bức dành cho các tù nhân chính trị và hình sự vẫn tiếp tục tồn tại. Các tù nhân chính trị tiếp tục bị giam giữ tại một trong những trại nổi tiếng nhất Perm-36 cho đến năm 1987 khi nó bị đóng cửa.

## Điều kiện sống trong các trại
Điều kiện sống và làm việc trong các trại khác nhau đáng kể theo thời gian và địa điểm, trong đó tùy thuộc ảnh hưởng của các sự kiện lớn hơn (Thế chiến II, nạn đói và sự thiếu hụt trên toàn quốc, số lượng tù binh bị bắt giữ, nhập hay thả số lượng lớn các tù nhân).
Trung bình mỗi năm có khoảng 600.000 người ở trong các trại Gulag (cao điểm là vào năm 1937-38 đạt 1,7 triệu người), tức là khoảng 0,4% dân số Liên Xô. Tỷ lệ này thực tế là không cao, để so sánh, năm 1978, số người da đen ở Mỹ là 23 triệu người, trong đó khoảng 200.000 (khoảng 0,9%) đã từng bị tống giam
Theo một nghiên cứu năm 1993 từ kho lưu trữ của Liên Xô, tổng cộng 1.053.829 người đã chết vì bệnh tật trong các Gulag trong suốt 20 năm (1934-1953) Các dữ liệu hoàn thành đưa số người chết trong khoảng thời gian này lên 1.258.537 Nếu chia bình quân thì trung bình mỗi năm, khoảng 60.000 tù nhân chết trong Gulag do mọi nguyên nhân. Nhưng trong thời kỳ Thế chiến thứ 2, tù nhân của Gulag tăng đột biến tỷ lệ chết trong giai đoạn 1941–1943. Vào mùa đông 1941, khoảng 20% số tù nhân ở Gulag đã chết vì đói và lạnh hoặc do thiếu thuốc men, bởi lương thực và quần áo phải được chuyển bớt cho quân đội để chống Đức Quốc Xã, khoảng 516.841 tù nhân chết trong các trại gulag trong giai đoạn 1941-43.. Nhưng đó là tình cảnh khó khăn chung của Liên Xô khi ấy (hàng triệu dân thường Nga cũng chết vì đói rét trong 3 năm đó, do nông nghiệp Liên Xô bị quân Đức tàn phá). Nếu loại bỏ số tù nhân chết trong giai đoạn 1941-1944 bởi nguyên nhân khách quan là chiến tranh với Đức quốc xã, thì số tù nhân Gulag chết mỗi năm là khoảng 40.000 người, chiếm khoảng 3% số phạm nhân. So sánh với tỷ lệ tử vong trung bình của người dân nước Nga thời kỳ đó (khoảng 2 - 2,5% mỗi năm), thì tỷ lệ chết như vậy không cao hơn là bao. Tỷ lệ này cũng chỉ xấp xỉ tỷ lệ chết của lính Đức trong trại tù binh của Pháp năm 1940 (khoảng 2,58%) và kém rất xa tỷ lệ chết của lính Nga trong các trại tù binh của Quốc Xã trong thế chiến 2 (khoảng 30% mỗi năm).
Vào tháng 5 năm 1934, các quyền dân sự đã được quy định cho phạm nhân, và từ tháng 1 năm 1935, phạm nhân có quyền tham gia bầu cử. Nếu tù nhân làm việc tốt và có kỷ luật, họ gần như có các quyền như những người lao động tự do. Điều kiện lao động trong các nhà tù được kiểm soát bởi cùng một bộ luật lao động áp dụng với người lao động tự do. Những người bị kết án lao động tại GULAG được hưởng hai tuần nghỉ phép mỗi năm sau 5 tháng đầu tiên. Tiền lương trả cho các tù nhân cũng giống như những người lao động ngoài xã hội, dù ít hơn khoảng 25%, dao động trong khoảng 50 đến 60 rúp/tháng (để khấu trừ cho chi phí quản lý tù nhân, cũng như để tránh việc có những người cố ý phạm tội để được vào Gulag nhằm kiếm mức lương cao hơn). Một phần tiền lương được phát cho tù nhân để họ chi tiêu cho các nhu cầu cá nhân, một phần được đưa vào ngân hàng để khi ra trại, tù nhân sẽ có một số vốn nhất định để tái hòa nhập xã hội.
Vào cuối những năm 1940, do Liên Xô đã khôi phục được kinh tế đất nước, số người chết mỗi năm trong các trại Gulag vì nhiều lý do khác nhau là rất ít, không quá 15.000 người/năm, tỷ lệ chết không quá 1%. Theo những câu chuyện tuyên truyền chống Liên Xô, đặc biệt là trong chiến tranh Lạnh, các trại lao động Xô viết được truyền thông phương Tây mô tả hầu hầu như giống như các trại tập trung của Hitler: "tù nhân bị hành hạ và chết như ruồi". Thực ra, các trại Gulag chỉ giống như một trại lao động tập thể, nơi phạm nhân lao động công ích 10 giờ mỗi ngày, và hoàn toàn không có chuyện tù nhân bị ép lao động đến chết.